# Kaiserliche Botschaft
Kaiserliche Botschaft, auch Kaiser-Botschaft oder Kaiserliche Sozialbotschaft, bezeichnet die zur Eröffnung des 5. Deutschen Reichstags am 17. November 1881 von Reichskanzler Otto Fürst von Bismarck im Königlichen Schloss zu Berlin verlesene Botschaft Wilhelms I., die die deutsche Sozialgesetzgebung fortführte, nachdem eine erste Unfallversicherungsvorlage im Reichstag gescheitert war.

## Inhalt und Bedeutung

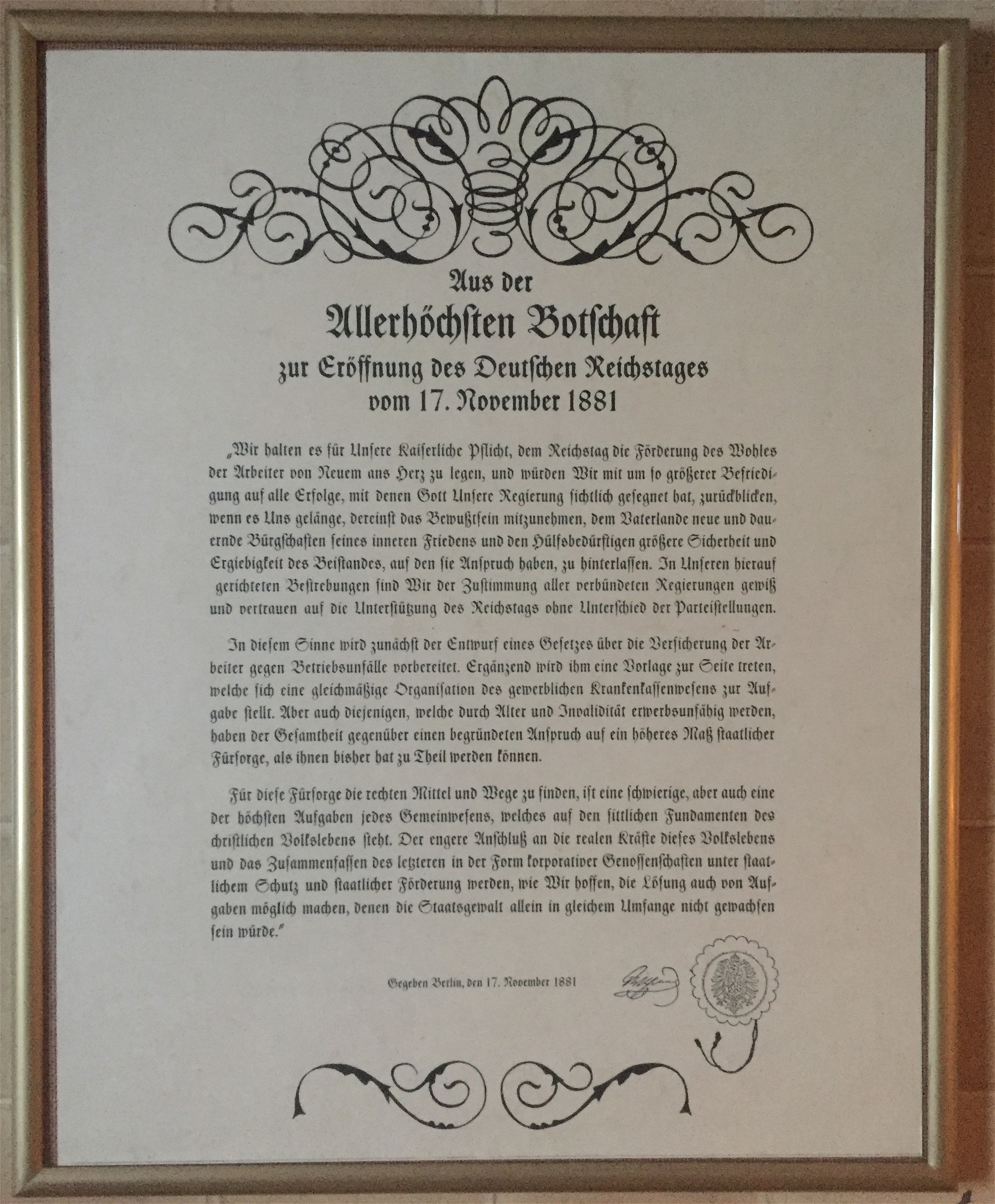
Faksimile der Kaiserlichen Botschaft vom 17. November 1881

Inhalt der Kaiserlichen Botschaft war hauptsächlich das Programm für den Aufbau einer Absicherung gegen Unfall, Krankheit und die Risiken des Alters für die arbeitende Bevölkerung, vor allem der Industriearbeiter.
Die Kaiserliche Botschaft wurde vermutlich mit dem Ziel erlassen, der zunehmenden politischen Bedrohung des inneren Friedens durch die anwachsenden Proteste der Arbeiter entgegenzuwirken, die durch die rasend schnell voranschreitende technische und wirtschaftliche Entwicklung  von Ausbeutung und Armut bedroht waren (siehe: Sozialgesetzgebung, Sozialistengesetze). Nach Jürgen Osterhammel war es „eines der Ziele des Reichskanzlers [...], die autonom verwalteten Hilfskassen der Arbeiterbewegung zu schwächen.“
Neben den Zweigen der Sozialversicherung wurde mit der Kaiserlichen Botschaft auch das Prinzip der Selbstverwaltung eingeführt, das bei den Sozialversicherungsträgern bis heute Bestand hat.

„Wir Wilhelm, von Gottes Gnaden Deutscher Kaiser, König von Preußen etc., thun kund und fügen hiermit zu wissen:

[...] Schon im Februar dieses Jahres haben Wir Unsere Ueberzeugung aussprechen lassen, daß die Heilung der sozialen Schäden nicht ausschließlich im Wege der Repression sozialdemokratischer Ausschreitungen, sondern gleichmäßig auf dem der positiven Förderung des Wohles der Arbeiter zu suchen sein werde. Wir halten es für Unsere Kaiserliche Pflicht, dem Reichstage diese Aufgabe von neuem ans Herz zu legen, und würden Wir mit um so größerer Befriedigung auf alle Erfolge, mit denen Gott Unsere Regierung sichtlich gesegnet hat, zurückblicken, wenn es Uns gelänge, dereinst das Bewußtsein mitzunehmen, dem Vaterlande neue und dauernde Bürgschaften seines inneren Friedens und den Hilfsbedürftigen größere Sicherheit und Ergiebigkeit des Beistandes, auf den sie Anspruch haben, zu hinterlassen. In Unseren darauf gerichteten Bestrebungen sind Wir der Zustimmung aller verbündeten Regierungen gewiß und vertrauen auf die Unterstützung des Reichstages ohne Unterschied der Parteistellungen.

In diesem Sinne wird zunächst der von den verbündeten Regierungen in der vorigen Session vorgelegte Entwurf eines Gesetzes über die Versicherung der Arbeiter gegen Betriebsunfälle mit Rücksicht auf die im Reichstag stattgehabten Verhandlungen über denselben einer Umarbeitung unterzogen, um die erneute Berathung desselben vorzubereiten. Ergänzend wird ihm eine Vorlage zur Seite treten, welche sich eine gleichmäßige Organisation des gewerblichen Krankenkassenwesens zur Aufgabe stellt. Aber auch diejenigen, welche durch Alter oder Invalidität erwerbsunfähig werden, haben der Gesammtheit gegenüber begründeten Anspruch auf ein höheres Maß staatlicher Fürsorge, als ihnen bisher hat zu Theil werden können.

Für diese Fürsorge die rechten Mittel und Wege zu finden, ist eine schwierige, aber auch eine der höchsten Aufgaben jedes Gemeinwesens, welches auf den sittlichen Fundamenten des christlichen Volkslebens steht. Der engere Anschluß an die realen Kräfte dieses Volkslebens und das Zusammenfassen der letzteren in der Form korporativer Genossenschaften unter staatlichem Schutz und staatlicher Förderung werden, wie Wir hoffen, die Lösung auch von Aufgaben möglich machen, denen die Staatsgewalt allein in gleichem Umfange nicht gewachsen sein würde. Immerhin aber wird auch auf diesem Wege das Ziel nicht ohne die Aufwendung erheblicher Mittel zu erreichen sein. [...]“

## Denkmal

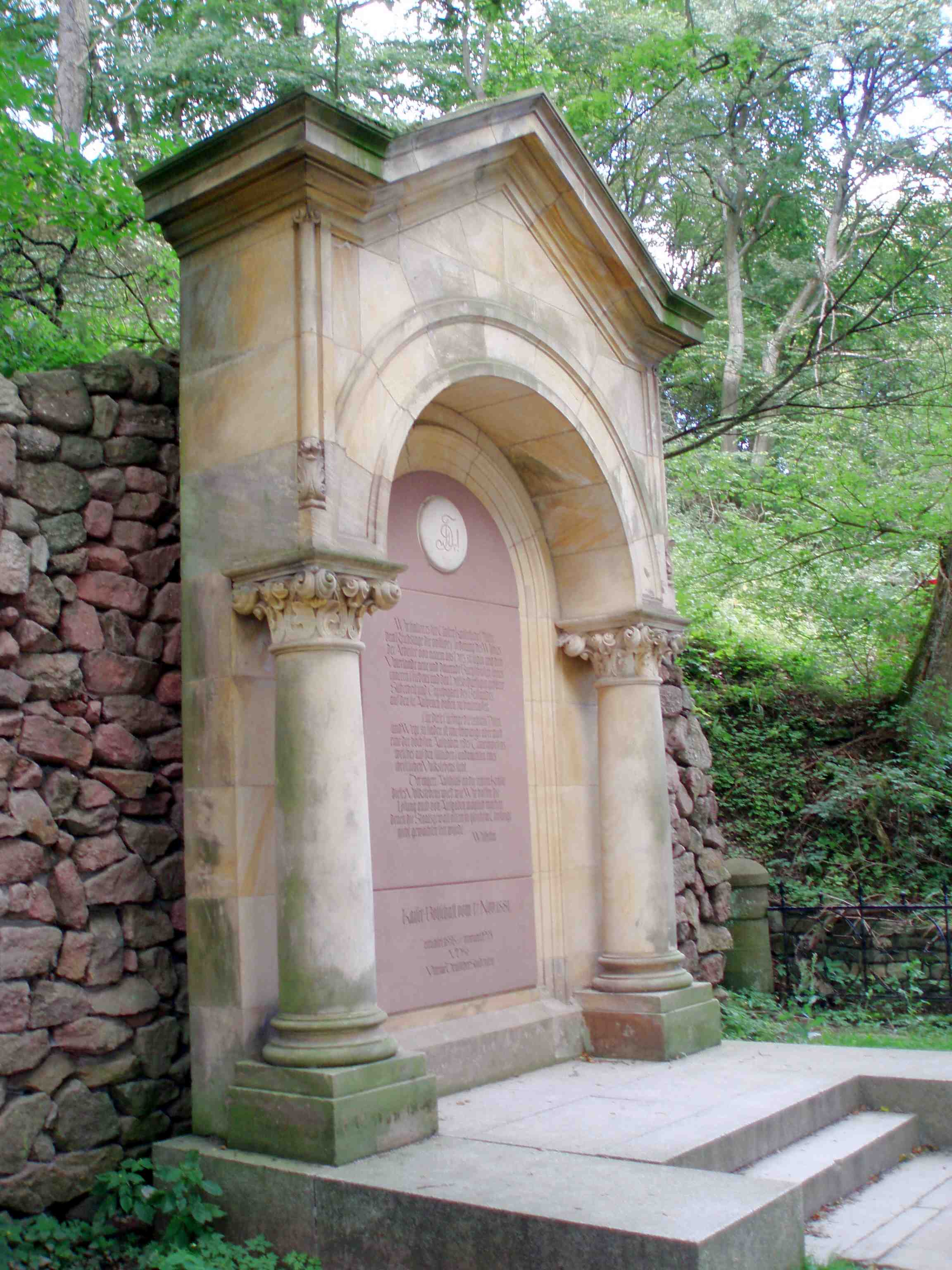
Denkmal an die Kaiser-Botschaft

Im Jahr 1896 wurde in Erinnerung an die Kaiserliche Botschaft vom Verband der Vereine Deutscher Studenten am Kyffhäuserdenkmal bei Bad Frankenhausen der Botschaftsgedenkstein errichtet.

## Belege
1. ↑  Zur Entstehung, dem vollständigen Wortlaut und zur Aufnahme in der Öffentlichkeit vgl. Quellensammlung zur Geschichte der deutschen Sozialpolitik 1867 bis 1914. II. Abteilung. Von der Kaiserlichen Sozialbotschaft bis zu den Februarerlassen Wilhelms II. (1881-1890), 1. Band: Grundfragen der Sozialpolitik, bearbeitet von Wolfgang Ayaß, Florian Tennstedt und Heidi Winter, Darmstadt 2003, Nr. 1–20 und Nr. 22.
2. ↑  Jürgen Osterhammel: Die Verwandlung der Welt. Eine Geschichte des 19. Jahrhunderts. München 2009, S. 893
3. ↑  zitiert nach: Stenographische Berichte über die Verhandlungen des Reichstages. V. Legislaturperiode. I. Session 1881/82, Berlin 1882, S. 1f.